# Rodion D'jačenko
Rodion Sergeevič D'jačenko (in russo Родион Сергеевич Дьяченко?; Georgievsk, 22 settembre 1983) è un ex calciatore russo, di ruolo attaccante.